# Hannibalianus

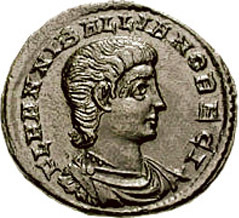
Follis des Hannibalianus

Hannibalianus († 337), mit vollem Namen Flavius Hannibalianus (auf Münzen: Hanniballianus), amtierte von 335/36 bis zu seinem Tod als König (rex) im Osten des Römischen Reiches.

## Zeitgeschichtlicher Hintergrund
Das römische Reich durchlief zu Beginn des 4. Jahrhunderts einen tiefgreifenden Wandel. Hannibalianus’ Onkel Konstantin der Große hatte sich in den Nachfolgekämpfen, die mit dem Ende der von Kaiser Diokletian begründeten Tetrarchie ausbrachen, durchgesetzt und begründete so die konstantinische Dynastie, der auch Hannibalianus angehörte.
Bedeutsam war Konstantins Regierungszeit vor allem aus zwei Gründen: Zum einen förderte er das Christentum und leitete somit die Christianisierung des römischen Reiches ein. Auch wenn die traditionellen Götterkulte nicht abgeschafft wurden, verloren sie doch an Kraft und Einfluss. Zum anderen verlagerte Konstantin die Zentralmacht mit der neuen Hauptstadt Konstantinopel in den Ostteil des Reiches, der ohnehin immer mehr an Bedeutung gewonnen hatte. Die Entscheidung für die neue Hauptstadt fiel nicht zuletzt aus außenpolitischen Erwägungen, denn Konstantinopel lag etwa gleich weit entfernt von den bedrohten Grenzen des Reiches an Donau und Euphrat. Während jedoch an der Donau die Lage am Vorabend von Hunnensturm und Völkerwanderung noch weitgehend gesichert war, blieb die Lage im Osten gefährlich, da die Perser nach einem unruhigen Frieden gegen Ende der Regierungszeit Konstantins unter Schapur II. wieder in die Offensive gingen.

## Leben
Hannibalianus war der Sohn des Flavius Dalmatius, des Halbbruders Konstantins, und der Bruder des Dalmatius. Er wurde gemeinsam mit seinem Bruder in Tolosa (heute Toulouse) vom Rhetor Exsuperius erzogen. In den 330er Jahren zog er zusammen mit seiner Familie nach Konstantinopel an den Hof seines Onkels Konstantin.
Dieser ernannte Hannibalianus zum vir nobilissimus und gab ihm seine Tochter Constantina zur Frau. Konstantin verlieh Hannibalianus zudem die Würde eines rex und übertrug ihm wohl die (diplomatische) Kontrolle über die Klientelstaaten im römischen Grenzgebiet im Osten, die er von Caesarea in Kappadokien aus ausüben sollte. Möglicherweise sollte Hannibalianus aber auch selbst als Klientelkönig in Armenien oder gar als Anwärter auf den persischen Thron aufgebaut werden, um im Falle eines Sieges über die Perser formal als rex regum (Großkönig) die Macht in Ktesiphon zu übernehmen.
Nach dem Tod Konstantins im Mai 337 verliert sich die Spur des Hannibalianus. Allem Anschein nach fiel er wie sein Bruder, sein Vater und ein anderer Halbbruder Konstantins der Säuberungswelle nach Konstantins Tod zum Opfer. Seine Gattin Constantia heiratete später seinen Cousin Constantius Gallus.